# Hán Nguyên
Hán Nguyên (chữ Hán giản thể: 汉源县, Hán Việt: Hán Nguyên huyện) là một huyện thuộc địa cấp thị Nhã An, tỉnh Tứ Xuyên, Cộng hòa Nhân dân Trung Hoa. Huyện này có diện tích 2349 km2, dân số năm 2002 là 350.000 người.
Huyện này được chia ra thành các đơn vị hành chính gồm 8 trấn, 27 hương và 5 hương dân tộc:
- Trấn: Phú Lâm, Cửu Tương, Hoàng Mộc, Nghị Đông, Phúc Trang, Thanh Khê, Đại Thụ, Ô Kỳ Hà.
- Hương: Đại Điền, Đường Gia, Phúc Xuân, Hà Tây, Đại Lĩnh, Tiền Vực, Hậu Vực, Đại Yển, Lưỡng Hà, Phú Hương, Lê Viên, Tam Giao, Song Khê, Tây Khê, Kiến Lê, Thị Vinh, Phúc Tuyền, Vạn Công, An Lạc, Vạn Lý, Mã Liệt, Bạch Nham, Thah Phúc, Quế Hiền, hà Nam, Sái Kin, Khoa Lâm.
- Hương dân tộc Tạng và Di Tiểu Bảo, dân tộc Di Ni Mỹ, dân tộc Di Vĩnh Lợi, dân tộc Di Thuận Hà, dân tộc Di Phiến Mã.